# Norma Aamodt-Nelson
Norma Kathryn Aamodt-Nelson (* 1952 in Silverton, Oregon, Vereinigte Staaten; † 29. April 2020 in Seattle, Washington, Vereinigte Staaten) war eine US-amerikanische Organistin, Komponistin und Musikpädagogin.

## Leben
Norma Aamodt-Nelson wurde 1952 als Norma Aamodt geboren. Ihre Eltern waren Henry und Viola Aamodt. Sie wuchs auf einer Farm in Hubbard auf. Ihr Studium begann sie an der Pacific Lutheran University in Parkland bei Tacoma, zunächst mit dem Abschluss eines Bachelor of Arts. Sie lernte dort den Theologiestudenten Steve Nelson kennen, den sie am 29. Juni 1974 heiratete. Mit ihm lebte und arbeitete sie zusammen an verschiedenen Stationen in Minnesota, Iowa und Illinois, er als Pfarrer sie als Kirchenmusikerin. Sie unterrichtete am Gustavus Adolphus College, der University of Iowa und am Elmhurst College. 1987 wurde ihre gemeinsame Tochter Rachel geboren. Von 1993 bis 2000 war Norma Aamodt-Nelson Acquisitions Editor for instrumental and worship music resources bei Augsburg Fortress Publications. 2001 zogen sie nach Seattle, wo sie die Stelle als Ministry of Music an der Trinity Lutheran Church in Lynnwood annahm. Dieses Amt übte sie bis zu ihrem Tod aus. 2011 errang sie den Grad eines Doctorate of Sacred Music der Oxford University. Sie war in führenden Positionen der Association of Lutheran Church Musicians ALCM und der American Guild of Organists AGO aktiv. Sie war Dean der Ortsgruppe Seattle der AGO. Ihre Reisen führten sie nach Schweden, Italien, Deutschland, London und Tansania. Hier unterrichtete sie an der MaaSae Girl's Lutheran Secondary School Musik.
Ihr Mann starb am 9. Juni 2016. Sie selbst starb 2020 an den Komplikationen eines Multiplen Myeloms.

## Publikationen

### Als Mitherausgeberin
- Augsburg Organ Library:
  - Advent. Augsburg Fortress Publications, Minneapolis 2000, ISBN 0-8006-5895-7.
  - Lent. Augsburg Fortress Publications, 2000, ISBN 0-8006-5897-3.
  - Easter. Augsburg Fortress Publications, 2000, ISBN 0-8006-5936-8.
  - Healing and Funeral for Organ. Augsburg Fortress Publications, Minneapolis, 2013, ISBN 978-1-4514-6261-6.
- mit Mark Sperle-Weiler und Eric Vollen: Let It Rip! at the Piano: Congregational Song Accompaniments. Augsburg Fortress Publications, Minneapolis 2000, ISBN 0-8006-7580-0.
- mit Mark Sperle-Weiler: Pull out the stops: congregational song accompaniments for organ. Augsburg Fortress Publications, Minneapolis, 2001, ISBN 0-8006-5899-X.
- mit Mark Sperle-Weiler: Introductions and alternate accompaniments for organ : Evangelical Lutheran worship. Augsburg Fortress Publications, Minneapolis 2007, ISBN 978-0-8006-3919-8.

## Gedenken
Sie begründete unter dem Dach der ALCM den ALCM Norma Aamodt-Nelson Student Scholar Award, der nach ihr benannt wurde.